# Harold Simpkins
Harold Winslow Simpkins (St. Louis, 16 agosto 1885 – St. Louis, 11 luglio 1935) è stato un golfista statunitense.

## Carriera
Simpkins partecipò al torneo individuale di golf ai Giochi olimpici di Saint Louis 1904, in cui giunse trentasettesimo a pari merito con Edwin Hunter.